# Hospital Militar Campo de Mayo
El Hospital Militar Campo de Mayo «Cirujano Primero Dr. Juan Madera»-Hospital General 602 (H Grl 602-HMCM) es un centro de sanidad del Ejército Argentino localizado en Avenida Tte. Grl. Pablo Ricchieri, Campo de Mayo, provincia de Buenos Aires.
Es parte de la red de hospitales militares de la rama terrestre de Argentina y depende del Estado Mayor General del Ejército, a través de la Dirección General de Salud, todo en el ámbito del Ministerio de Defensa de la Presidencia de la Nación.

## La represión
Durante el terrorismo de Estado ejercido en el país entre 1974 y 1983, el centro fue escenario de partos clandestinos, en el marco de la apropiación de menores de edad ejecutada por la dictadura autodenominada «Proceso de Reorganización Nacional» (bajo el gobierno de la Junta Militar).

## Malvinas
En el Conflicto del Atlántico Sur el Hospital Militar estuvo en actividad permanente para prestar apoyo a todo el Ejército. Así, fue designado centro de recepción de heridos provenientes del campo de batalla en las Islas Malvinas, heridos que comenzaron a llegar el 25 de abril de 1982, alcanzando su pico el 29 de junio del mismo año, con más de 800 pacientes. Con posteridad continuó proporcionando asistencia al personal veterano de guerra.

## Apoyo a la comunidad
En 2020 en el marco de la emergencia nacional por la pandemia de COVID-19, la superioridad dispuso el despliegue de un Hospital Militar Reubicable (HMR) en inmediaciones del Hospital Militar Campo de Mayo como refuerzo. El Hospital Militar Reubicable, instalado en marzo de 2020 y con dependencia de la Dirección General de Salud, fue montado en módulos permitiendo su rápido despliegue.